# Taça Independência (São Paulo)
A Taça Independência foi instituída em 2023 pela Federação Paulista de Futebol em substituição ao Troféu do Interior Paulista que também era conhecido como Campeonato Paulista do Interior, e é uma competição de futebol brasileira, proveniente do Campeonato Paulista - Série A1, que aponta o campeão e melhor time da competição com exceção dos tradicionais quatro grandes do estado, isto é, São Paulo, Palmeiras, Corinthians e Santos.
A competição manteve o mesmo formato de competição do Troféu do Interior, porém passou a permitir a participação de clubes da capital, como exemplo a Portuguesa.

## Campeões
| Ano  | Final        | Final             | Final        | Final         | Final            |
| Ano  | Campeão      | Placar            | Vice-campeão | Semifinalista | Semifinalista    |
| ---- | ------------ | ----------------- | ------------ | ------------- | ---------------- |
| 2023 | São Bernardo | 0 – 0 4 - 2 (pen) | Mirassol     | Guarani       | Inter de Limeira |

## Títulos por clube
- São Bernardo = 1 (2023)